# Семь Речек
Семь Речек — малая река на Среднем Урале, протекающая по землям Новоуральского городского округа Свердловской области России. Впадает в Рудянский пруд.

## География
Семь Речек протекают по северной части Новоуральского городского округа. Длина водотока составляет приблизительно 5,5—6 км.
Река берёт исток на северо-западном склоне Заплотной горы и сначала протекает с запада на восток по лесистой горной местности. К северу от горы Пчельник Семь Речек пересекают ЛЭП ВТГРЭС — Песчаная и постепенно меняют своё направление сначала на юго-восток, а потом на северо-восток, образуя дугу. Затем река пересекает автодорогу Верхний Тагил — Новоуральск, в районе которой принимает левый приток. Далее Семь Речек пересекают ЛЭП ВТГРЭС — Смолино и протекают по северной окраине промплощадки Уральского электрохимического комбината и города Новоуральска в целом.
Вблизи устья река пересекает последнюю ЛЭП ВТГРЭС — Первомайская, вновь меняет направление течения сначала на юго-восток, а затем на северо-восток, протекает по болотистой местности, после чего впадает в Рудянский пруд, образованный на реке Нейве. В устье Семи Речек на пруду образуется небольшой залив, в который слева впадает ещё одна мелкая речка.